# 艾芭·芙蘿雷斯
艾芭·岡薩雷斯·薇雅（西班牙語：Alba González Villa，1986年10月27日 - ）是西班牙演員，又名艾芭·芙蘿雷斯（西班牙語：Alba Flores）。她的代表作是出演西班牙電視劇《面對面》的沙蕾·瓦加斯（Saray Vargas），以及《紙房子》中的奈洛比。

## 外部連結
- 艾芭·芙蘿雷斯在互联网电影资料库（IMDb）上的資料（英文）